# Kung Sok-ung
Kung Sok-ung (* 1941) war zwischen 1998 und 2016 stellvertretender Außenminister Nordkoreas. 1978 wurde er zum zweiten Sekretär der nordkoreanischen Botschaft in Singapur ernannt. Es folgte 1990 die Ernennung zum Vizegeneraldirektor des Büros für den Mittleren Osten im nordkoreanischen Außenministerium. Drei Jahre später, im Jahr 1993, wurde er Botschafter in Jordanien. Im Jahr 1996 wurde Kung dann zum Generaldirektor ohne Bereich im nordkoreanischen Außenministerium ernannt. 1998 wurde er stellvertretender Außenminister.
Als sich im Jahr 2016 der Stellvertretende Botschafter im Vereinigten Königreich, Thae Yong Ho, mit seiner Familie in die Republik Korea absetzte wurde Kung seines Amtes enthoben und aus der Hauptstadt Pjöngjang aufs Land verbannt.